# 第13屆金馬獎
第13屆金馬獎，由中華民國官方舉辦的國產電影評選活動，為1976年台灣與華語電影業界的年度盛事之一。

## 簡介
本屆最佳劇情片由《梅花》奪得。《八百壯士》之林青霞雖未獲獎，但當時激發的愛國心不輸《梅花》，此片與《香花與毒草》同獲「時代意義特別獎」。《香花與毒草》改編自電視劇《寒流》，重新剪輯後之大反派高揚由常楓飾演，一舉拿下金馬影帝。徐楓以《刺客》獲獎。張艾嘉以《碧雲天》奪女配角獎，為港臺電影圈入圍次數最多女演員。導演張佩成以《狼牙口》奪最佳導演獎，其參與《成功嶺上》、《小逃犯》、《頤園飄香》、《古寧頭大戰》等片口碑佳，為推動臺灣電影重要人士之一。郎雄以《狼牙口》奪男配角獎。

## 入圍暨得獎名單
- 第15屆之前，金馬獎採事前公佈得獎名單的方式，因此無「入圍名單」。[1]

下列之標記為該獎項之得獎者。
壹、影片獎項

### 最佳紀錄片
貳、個人獎項

### 最佳紀錄片策畫
叄、非正式競賽

## 得獎統計
總共有14部電影獲獎，僅計入正式競賽獎項。
| 得獎數量 | 電影名稱                             | 得獎獎項                                                             |
| -------- | ------------------------------------ | -------------------------------------------------------------------- |
| 5        | 《梅花》                             | 最佳劇情片、最佳編劇、最佳彩色影片攝影、最佳非歌劇影片音樂、最佳錄音 |
| 3        | 《狼牙口》                           | 優等劇情片、最佳導演、最佳男配角                                     |
| 2        | 《清明上河圖》                       | 優等紀錄片、最佳紀錄片策劃                                           |
| 2        | 《慶祝中華民國六十四年國慶閱兵大典》 | 最佳紀錄片、最佳紀錄片攝影                                           |
| 2        | 《刺客》                             | 優等劇情片、最佳女主角                                               |
| 2        | 《碧雲天》                           | 優等劇情片、最佳女配角                                               |
| 1        | 《密宗聖手》                         | 最佳剪輯                                                             |
| 1        | 《香花與毒草》                       | 最佳男主角                                                           |
| 1        | 《阿里山的老火車頭》                 | 優等紀錄片                                                           |
| 1        | 《十項建設》                         | 優等紀錄片                                                           |
| 1        | 《台灣光復三十年》                   | 優等紀錄片                                                           |
| 1        | 《八道樓子》                         | 優等劇情片                                                           |
| 1        | 《滴滴血淚滴滴情》                   | 優等劇情片                                                           |
| 1        | 《楓葉情》                           | 最佳彩色影片美術設計                                                 |

## 外部連結
- 第13屆金馬獎名單（繁體中文）
- 時光網-第13届台湾电影金马奖 （页面存档备份，存于）